# José dos Reis Fisher
José dos Reis Fischer (Angra do Heroísmo, 23 de Julho de 1856 — Angra do Heroísmo, 1 de Abril de 1929) foi um padre e político, deão da Sé Catedral de Angra, formado bacharel em Teologia e Direito pela Universidade de Coimbra em 1885.

## Biografia
Nasceu na freguesia de São Pedro da cidade de Angra, tendo estudadado no Liceu da sua cidade natal e depois no Seminário Episcopal de Angra, tendo sido ordenado presbítero em 1879. Iniciou a sua carreira sacerdotal ao ser nomeado vice-vigário do Cabo da Praia. Considerado um jovem brilhante, foi enviado pela Diocese de Angra para frequentar a Universidade de Coimbra, instituição onde se formou em Teologia e Direito em 1885.
Regressado à cidade de Angra, foi nomeado em 1886 para exercer as funções de secretário do bispo D. Francisco Prado de Lacerda, tendo grande influência no seu episcopado. Essa nomeação levou a que fosse sucessivamnete nomeado cónego da Sé de Angra por carta de 30 de Julho de 1890, chantre em 1895 e deão do cabido em 1901.
Foi também vigário-geral do bispado dos Açores sob o governo de sucessivos bispos, vigário capitular do bispado de Angra e professor e reitor do Seminário Episcopla de Angra nos anos lectivos de 1902 a 1905.
Também teve intensa atividade política e jornalística, tendo exercido as funções de procurador na Junta Geral do Distrito de Angra do Heroísmo e de vogal do respetivo Conselho Distrital.
Distinguiu-se na oposição à execução da Lei da Separação, pelo que sendo deão da Sé de Angra, por decreto assinado por Manuel de Arriaga a 12 de Agosto de 1912, foi proibido de residir no Distrito Autónomo de Angra do Heroísmo durante dois anos. Em consequência foi desterrado por dois anos para a ilha de São Miguel.